# شورش کوهستان
شورش کوهستان شورشی بود که به مدت یک هفته در ژوئیه ۱۹۳۰ توسط سقاوی‌ها در منطقه کوهستان ولایت کاپیسا در پادشاهی افغانستان رخ داد. پردل خان، سپهسالار شاه پیشین افغانستان حبیب‌الله کلکانی، این شورش را رهبری می‌کرد. پس از سرکوب شورش، ۳٬۰۰۰ شورشی دستگیر و ۱۱ تن از سردمداران آن‌ها اعدام شدند سایر شورشیان نیز آزاد شدند. پردل خان در هنگام نبرد کشته شد.